# Gezina
Gezina est un quartier situé au nord-ouest de la ville de Pretoria en Afrique du Sud.

## Origine du nom

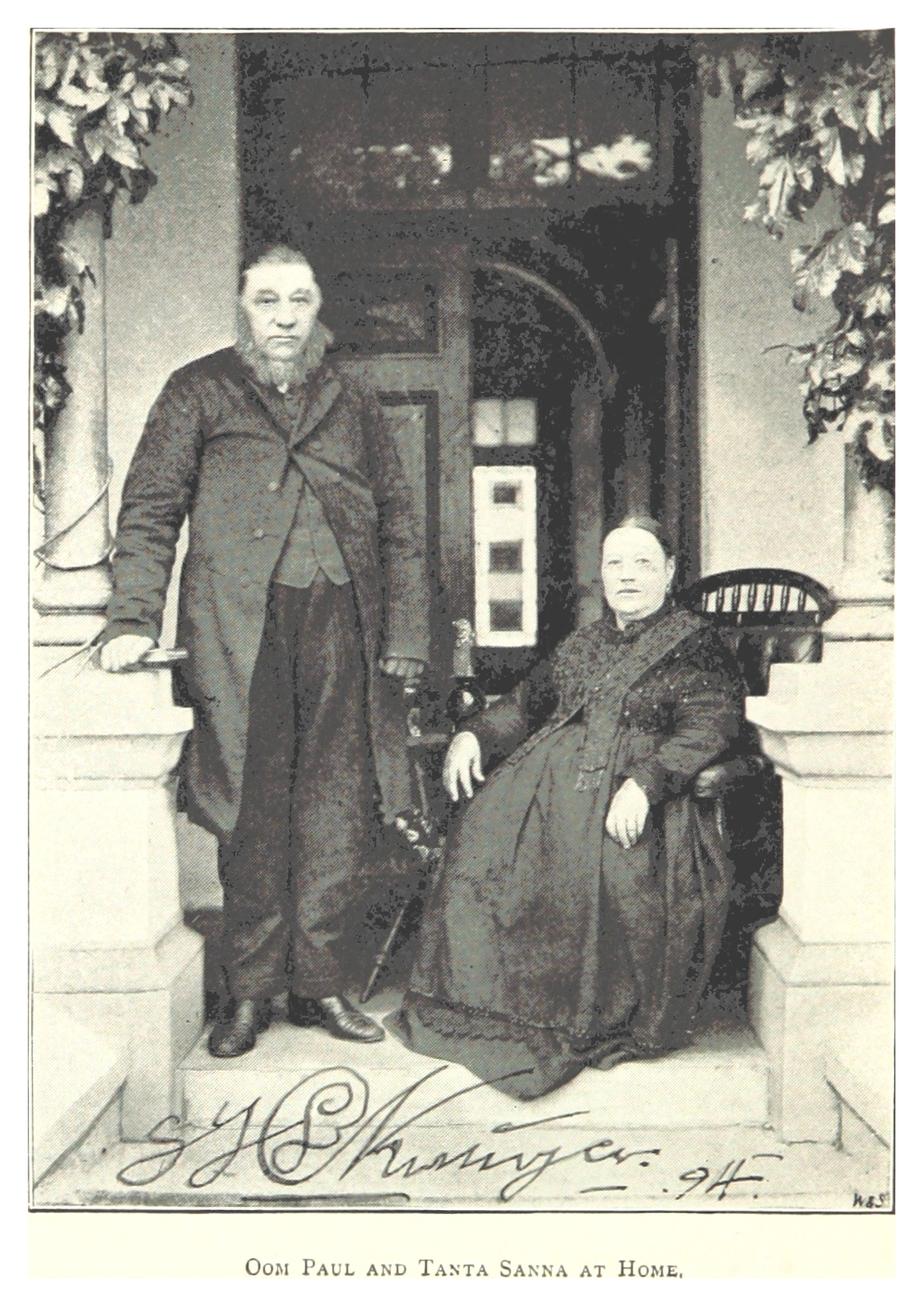
Paul Kruger et son épouse Gezina Susanna en 1896

Ce quartier porte le nom de Gezina Susanna Fredrika Wilhelmina Du Plessis (1831-1901), la seconde épouse du président Paul Kruger.

## Localisation
Adjacent notamment des quartiers de Rietfontein et de Wonderboom South, Gezina est délimité à l'ouest par Voortrekkers Road, Solomon Avenue et Klesser Avenue, au nord par Booysen Str et Fred Nicholson St, à l'est par la 13e et la 14e avenue jusqu'à Paulsen Str. Ses principales artères sont Voortrekkers Road, Mickael Brink Str, Hendrik Verwoerd Dr, Federika St et Ben Swart Str.

## Démographie
Selon le recensement de 2001, Gezina comprenait plus de 4 998 résidents, principalement issu de la communauté blanche (81,01 %). Les Noirs représentaient 17,37 % des habitants tandis que les Coloureds et les indiens représentaient un peu plus de 1,62 % des résidents.
Selon le nouveau recensement de 2011, la population de Gezina a connu un important accroissement de la population noire résidente tandis que le nombre d'habitants bondissait à 6 176 résidents. Ainsi, si les Blancs sont encore majoritaires, ils ne représentent plus que 48,48 % des habitants pour 46 % de résidents issus de la communauté noire tandis que le nombre de Coloureds et d'Hindo-Asiatiques quadruple à 4,61 %. En chiffre concret, le nombre de résidents blancs passe de 4 049 à 2 994 habitants tandis que celui de la population noire passe de 868 à 2 872 résidents.
En 2001, les habitants étaient à 71,19 % de langue maternelle afrikaans, à 12,89 % de langue maternelle anglaise, à 5,86 % de langue maternelle Setswana et à 2,42 % de langue maternelle Sepedi. En 2011, ils ne sont plus que 43,60 % de langue maternelle afrikaans face à 16,37 % de locuteurs anglophones, 9,04 % de locuteurs sepedi et 6,62 % de locuteurs setswana.

## Politique
Le quartier de Gezina est située dans deux circonscriptions électorales dominées politiquement par l'Alliance démocratique.
Lors des élections générales sud-africaines de 2014, l'Alliance démocratique a notamment remporté 56,61 % des suffrages dans la circonscription électorale de Korfbalveld devançant le congrès national africain (25,62 %) .

## Personnalités locales
- Oswald Pirow, député de la circonscription législative de Gezina de 1929 à 1943